# Alphaeus Philemon Cole
Alphaeus Philemon Cole (ur. 12 lipca 1876 w Jersey City, w stanie New Jersey, zm. 25 listopada 1988 w Nowym Jorku) – amerykański artysta malarz, grawer i akwaforcista, pedagog, znany także z długowieczności. W chwili śmierci był najstarszym żyjącym mężczyzną na świecie.

## Życiorys
Był synem drzeworytownika Timothy’ego Cole’a. W latach 1893–1901 studiował w Paryżu (u Jeana Paula Laurensa i Benjamina Constanta), w późniejszych latach także we Włoszech. Po powrocie do USA pracował jako pedagog sztuk pięknych, działał w środowisku artystów (m.in. Salmangundi Club w Nowym Jorku), kierował kilkoma klubami i organizacjami plastyków. W latach 1952–1953 był prezydentem Zrzeszenia Artystów Ameryki, otrzymał honorowe członkostwo Narodowego Klubu Sztuki. Od 1930 członek Narodowej Akademii Rysunku. Pracował i wystawiał jeszcze po ukończeniu 100 lat.
Tworzył głównie portrety i obrazki obyczajowe. Uprawiał malarstwo akwarelowe, drzeworyt, miedzioryt, akwafortę. Był m.in. twórcą ilustracji do encyklopedii Britannica. Przyjaźnił się ze znanym portrecistą Johnem Singerem Sargentem oraz impresjonistą Williamem Merrittem Chase, krytycznie wypowiadał się o twórczości małżeństwa abstrakcjonistów Jacksona Pollocka i Lee Krasner.
Prezentował swoje prace m.in. na Wystawie Panamerykańskiej w Buffalo w 1901 (na tej wystawie dokonano udanego zamachu na prezydenta USA McKinleya).
Dwukrotnie żonaty z rzeźbiarkami: w 1903 z Margaret Ward Wamsley (zm. 1961) i w 1962 z Anitą Rio Higgins (zm. 1973).
Dzięki niezwykłej długowieczności prawdopodobnie należy do niego symboliczny tytuł najstarszego artysty w historii. Badacze długowieczności z Księgi Guinnessa i amerykańskiego ośrodka Gerontology Research Group przyznają mu także tytuł najstarszego żyjącego mężczyzny od stycznia 1987 (po śmierci kanadyjskiego pioniera narciarstwa pochodzenia norweskiego Hermana Smitha-Johannsena), chociaż nie figurował za życia w Księdze Guinnessa. Po śmierci Cole’a w wieku 112 lat i 136 dni tytuł najstarszego mężczyzny (według tych samych źródeł) przeszedł na Walijczyka Johna Evansa.